# 32406 Tracyhughes
32406 Tracyhughes è un asteroide della fascia principale. Scoperto nel 2000, presenta un'orbita caratterizzata da un semiasse maggiore pari a 2,8023292 UA e da un'eccentricità di 0,0577172, inclinata di 0,99505° rispetto all'eclittica.